# Hugh Blair (compositore)
Hugh Blair (Worcester, 25 maggio 1864 – Worthing, 22 luglio 1932) è stato un compositore e organista inglese.

## Biografia
Nato a Worcester, Hugh Blair era il figlio del Rev. Robert Hugh Blair, che fondò il Worcester College for the Blind (Collegio di Worcester per Cechi) nel 1866.
Corista della Cattedrale di Worcester (sotto William Done) e allievo della King's School, Worcester, Blair fu studioso d'organo (1883) e organista del College (1884-1886) al Christ's College di Cambridge (immatricolato nel 1884, laureato B.A. nel 1886, Mus.B. 1887, M.A. 1896, Mus.D. 1906).

## Carriera

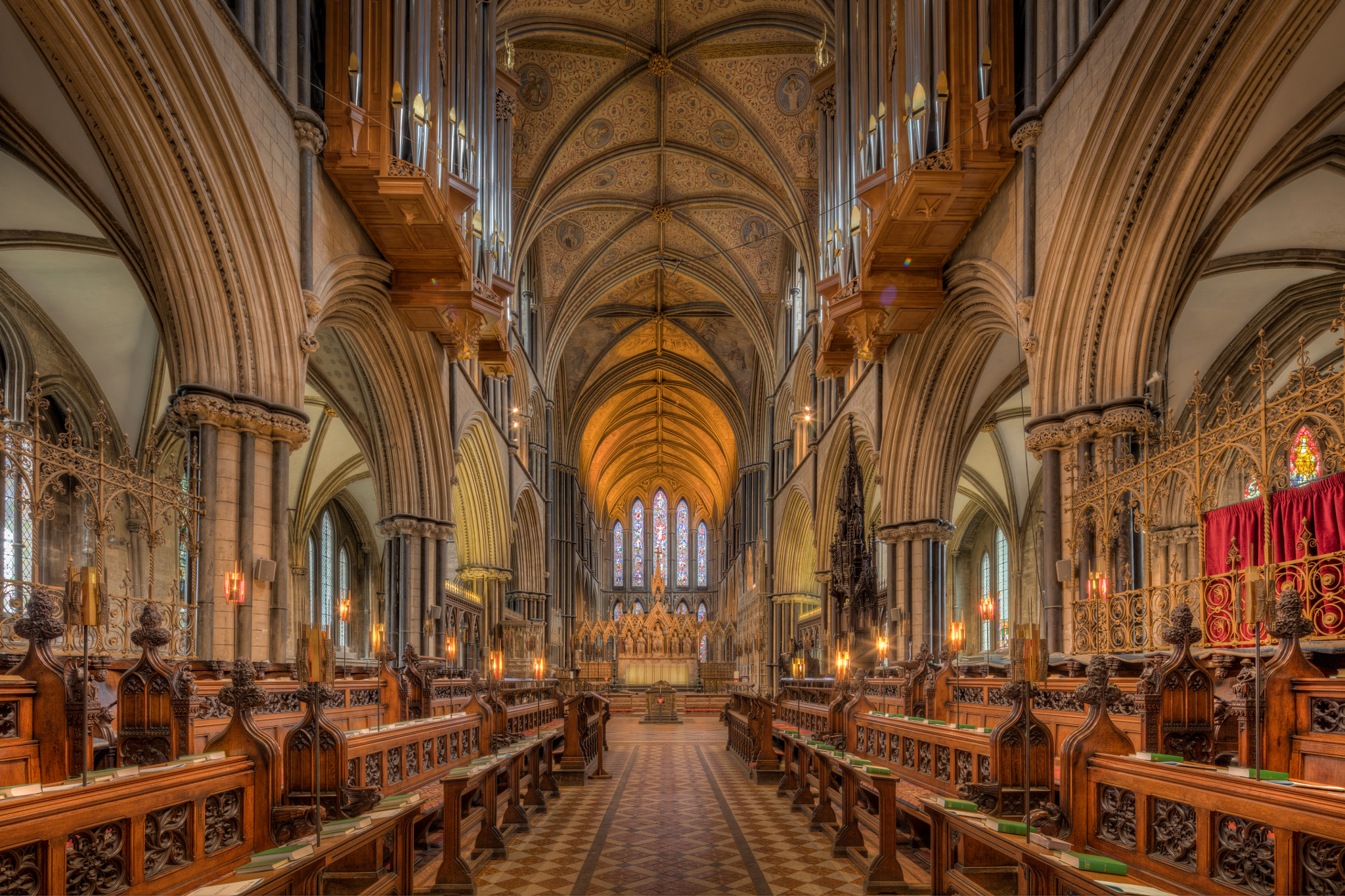
Blair was a chorister and later organist at Worcester Cathedral

Blair tornò alla Cattedrale di Worcester come Assistente organista (1887-1889), Organista incaricato (1889-1895) e Organista (1895-1897). William Done (ormai settantenne) affidò le sue funzioni a Blair nel 1889, ma rimase organista titolare fino alla sua morte nel 1895, quando Blair gli successe.
Edward Elgar dedicò la sua cantata The Black Knight a Blair, direttore della Worcester Festival Choral Society, che tenne la prima esibizione il 18 aprile 1893, in un momento in cui Elgar era poco conosciuto fuori dal Worcestershire. Blair diede anche la prima esibizione della Sonata per organo in Sol di Elgar l'8 luglio 1895, dopo aver chiesto a Elgar di scrivere un voluntary per organo per la visita di alcuni organisti americani a Worcester. Il tema di apertura dell'opera ricorda un tema di The Black Knight.
Blair diresse il Three Choirs Festival del 1893 e 1896. Nel 1896 diresse la prima esecuzione al festival del Requiem di Verdi e le anteprime della sua stessa cantata Blessed are they who watch e l'oratorio di Elgar The Light of Life (Lux Christi).
Blair si dimise da organista nella Cattedrale di Worcester nel giugno 1897. Fu nominato organista presso la Holy Trinity Church, Marylebone nel 1898 e fu direttore musicale del Distretto di Battersea (1900–04), supervisionando l'installazione dell'organo nel Municipio di Battersea nel 1901.
Blair lavorò anche per la casa editrice Novello & Co, collaborando con The Church Hymnal for the Christian Year, pubblicato nel 1917.

## Opere scelte
La Biblioteca della Cattedrale di Worcester contiene copie delle sue composizioni. Il suo Magnificat et Nunc Dimittis in si minore per doppio coro vengono ancora eseguiti e incisi. Kevin Allen elenca sette gruppi di Canticles, una Sonata Breve in sol maggiore per organo (1903) e un Trio per pianoforte in re minore tra le sue composizioni.
- Magnificat and Nunc Dimittis in si minore (1887) —  Magnificat and Nunc Dimittis in B minor (Hugh Blair), su CPDL. URL consultato il 7 maggio 2019.
- Advent Cantata "Blessed are they who watch" (1894)
- Meditation in fa (1905) —  Meditation in F, su YouTube.
- Milton Suite per Organo (1917) — (EN) Spartiti liberi di Milton Suite for Organ, in International Music Score Library Project, Project Petrucci LLC.